# Potez 56
Dimensions
Le Potez 56 était un avion de transport construit par Potez, qui fit son premier vol le 18 juin 1934.
Conçu par Louis Coroller, c'était un bimoteur monoplan avec train d'atterrissage escamotable. Équipé de deux moteurs en étoile Potez 9Ab de 185 ch chacun, il pouvait transporter six passagers avec un équipage de deux personnes à 250 km/h sur un peu plus de 1 000 km.
Une trentaine d'exemplaires furent construits et utilisés aussi bien en version civile par Air Afrique, Potez Aero Service que par la compagnie aérienne roumaine.

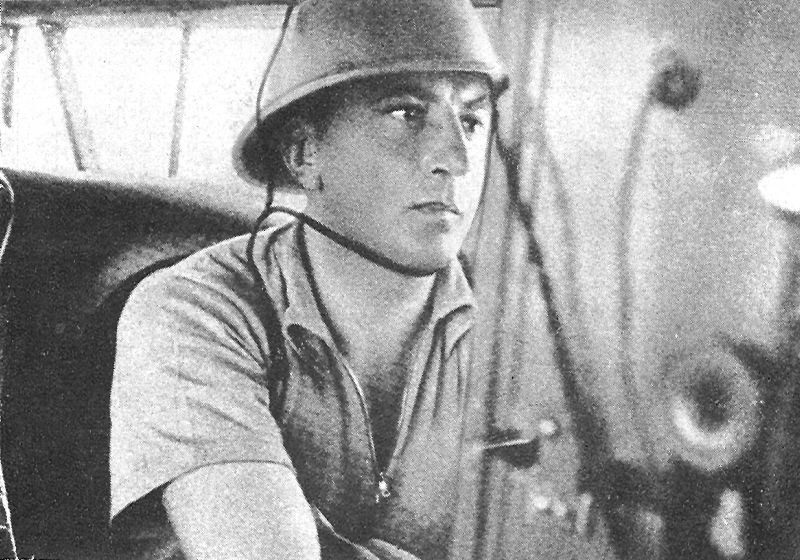
Le radio-mécanicien Agnus Louis à bord d'un Potez 56 (photo de 1936).

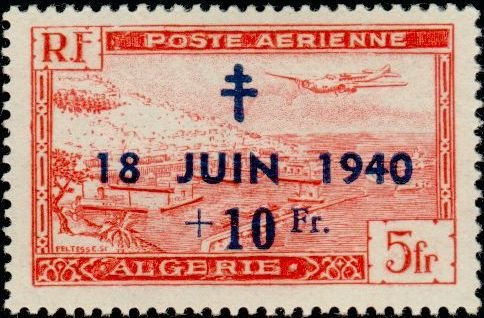
Potez 56 sur un timbre d'Algérie (Poste aérienne, dessin de Feltesse, 1939-1948).

L'Armée de l'air française en utilisa certains comme avion de liaison et avion d'observation.

## Versions
Potez 56
Prototype, un seul construit.
Potez 560
Modèle civil de série, 16 construits.
Potez 561
Version à performances améliorées, 3 construits.
Potez 565
Modèle unique équipé d'une crosse d'appontage pour utilisation sur porte-avions.
Potez 566
Version militaire d'observation équipée de nacelles haute et basse pour un observateur, 3 construits (parfois nommés Potez 566 T.3).
Potez 567
Version navale remorqueur de cibles, 22 construits.
Potez 568
Avion école de l'Armée de l'air, 26 construits (parfois nommés Potez 568 P.3).